# Claude Mauriac

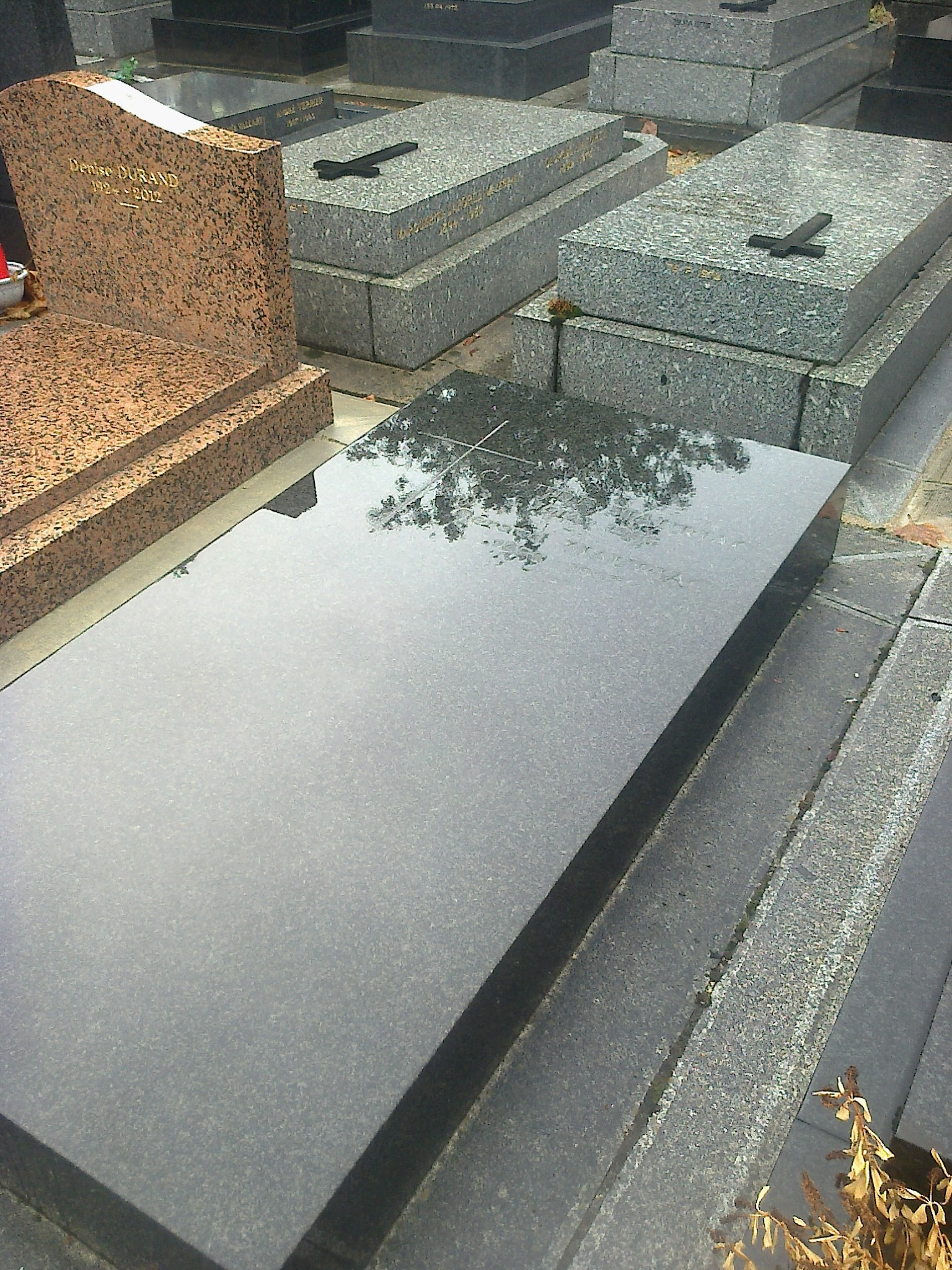
Tumba de Claude Mauriac en el cementerio de Montparnasse en París

Claude Mauriac (París, 25 de abril de 1914-París, 22 de marzo de 1996) fue un escritor y periodista francés, el hijo mayor del escritor François Mauriac.
Mauriac fue secretario personal de Charles de Gaulle de 1944 a 1949, antes de convertirse en crítico de cine y persona de arte de Le Figaro. Fue autor de varias novelas y ensayos, y coguionista de la adaptación cinematográfica de la novela de su padre Thérèse Desqueyroux. También escribió un estudio sobre el novelista Marcel Proust, tío abuelo de su esposa. Mauriac también fue un amigo cercano del filósofo francés Michel Foucault.

### Revistas
- Le Temps immobile
  - Le Temps immobile 1, Grasset, 1974 ; Le Livre de Poche, 1983
  - Le Temps immobile 2 (Les Espaces imaginaires), Grasset, 1975 ; Le Livre de Poche, 1985
  - Le Temps immobile 3 (Et comme l'espérance est violente), Grasset, 1976 ; Le Livre de Poche, 1986
  - Le Temps immobile 4 (La Terrasse de Malagar), Grasset, 1977 ; Le Livre de Poche, 1987
  - Le Temps immobile 5 (Aimer de Gaulle), Grasset, 1978 ; Le Livre de Poche, 1988
  - Le Temps immobile 6 (Le Rire des pères dans les yeux des enfants), Grasset, 1981 ; Le Livre de Poche, 1989
  - Le Temps immobile 7 (Signes, rencontres et rendez-vous), Grasset, 1983 ; Le Livre de Poche, 1990
  - Le Temps immobile 8 (Bergère ô visita Eiffel), Grasset, 1985 ; Le Livre de Poche, 1991
  - Le Temps immobile 9 (Mauriac et fils), Grasset, 1986 ; Le Livre de Poche, 1992
  - Le Temps immobile 10 (L'Oncle Marcel), Grasset, 1988 ; Le Livre de Poche, 1993
  - Conversaciones avec André Gide, Albin Michel, 1951 ; nouvelle édition revue et augmentée, 1990
  - Une amitié contrariée, Grasset, 1970
  - Une certaine Rabia, Robert Laffont, 1977
  - L'Éternité parfois, Pierre Belfond, 1978
  - Laurent Terzieff, Stock, 1980
  - Qui peut le dire ?, L'Âge d'Homme, 1985
- Le Temps accompli
  - Le Temps accompli 1, Grasset, 1991
  - Le Temps accompli 2 (Histoire de ne pas oublier. Revista 1938), Grasset, 1992
  - Le Temps accompli 3 (Le Pont du secreto), Grasset, 1993
  - Le Temps accompli 4 (Travaillez quand vous avez encore la lumière), posthume, Grasset, 1996

### Novelas
- Le Diálogo intérieur
  - Toutes les femmes sont fatales, Albin Michel, 1957 ; Le Livre de Poche, 1971
  - Le Dîner en ville, Albin Michel, 1959 ; Le Livre de Poche, 1973 ; Folio, 1985 (Prix Médicis 1959)
  - La Marquesa sortit à cinq heures, Albin Michel, 1961 ; Folio, 1984
  - L'Agrandissement, Albin Michel, 1963
- Les Infiltraciones de l'invisibles
  - L'Oubli, Grasset, 1966
  - Le Bouddha s'est mis à trembler, Grasset, 1979
  - Un cœur tout neuf, Grasset, 1980
  - Radiofónico Nuit, Grasset, 1982
  - Zabé, Gallimard, 1984 ; Folio, 1993
  - Trans-Amor-Étoiles, Grasset, 1989
  - Revista d'une ombre, Sables, 1992
- sous le pseudonyme de Harriet Pergoline[1]
  - Le Fauteuil Colorete, Flammarion, 1990

### Reproducciones
- La Conversación, Grasset, 1964.
- Théâtre (La Conversación ; Ici, maintenant ; Le Cirque ; Les Parisiens du dimanche ; Le Hun), Grasset, 1968

### Ensayos
- Introducción à une mystique de l'enfer, Grasset, 1938
- Jean Cocteau ou la Vérité du mensonge, Odette Lieutier, 1945
- Aimer Balzac, La Mesa Ronde, 1945
- La Trahison d'un clerc, La Mesa Ronde, 1945
- Malraux ou le mal du héros, Grasset, 1946
- André Breton, Éditions de Flore, 1949 ; Grasset, 1970 (Prix Sainte-Beuve 1949)
- Marcel Proust par lui-même, Colecciones Microcosme "Écrivains de toujours", Le Seuil, 1953
- Hommes et idées d'aujourd'hui, Albin Michel, 1953
- L'Amor du cinéma, Albin Michel, 1954
- Petite littérature du cinéma, Le Cerf, 1957
- L'Alittérature contemporaine, Albin Michel, 1958 et 1969
- De la littérature à l'alittérature, Grasset, 1969
- Quand le temps était Móvil, Bartillat, 2008